# Bertone Genesis
Bertone Genesis, još poznat kao Lamborghini Genesis, je bio Bertone dizajnirani konceptualni automobil koji je sastavljen od Lamborghini dijelova. Prvi puta je predstavljen javnosti na Torinskoj autoizložbi 1988.
Automobil je izgledao kao futuristički jednovolumen. Pokretao ga je 455 KS (339 kW) snažni, V12 motor kakav se nalazi u Lamborghini Countachu, s 3 brzinskim automatskim mijenjačem. Motor se nalazio sprijeda, a pogon je bio na zadnje kotače. Iako je proizvodnja modela Lamborghini LM002 upravo završila, što je otvorilo mogućnost za proizvodanju Genesisa ili nekog sličnog modela, nije postojala namjera da se nastavi dalje s modelom od dizajnerske studije za auto izložbu.

## Vanjske poveznice
- Bertone Genesis stranica na The Lamborghini Registry (engl.)